# 友麻碧
友麻 碧（ゆうま みどり）は、日本の小説家。旧名義はかっぱ同盟（かっぱどうめい）。代表作は『かくりよの宿飯』で、同作はテレビアニメ化もされた。

## 来歴
福岡県出身。漫画家を志し、都内の美術大学に進学するが在学中に小説家志望へと転向。かっぱ同盟名義で「小説家になろう」で複数の小説を連載し、『僕の嫁の、物騒な嫁入り事情と大魔獣』で商業作家としてデビューした。

## 筆名変更
執筆開始当初は、当時在学していた美術大学の進級制作でかっぱの登場するホラーアニメーションを制作していたことに由来して「かっぱ同盟」の筆名を使用していたものの、初の描き下ろし作品「かくりよ宿飯」を執筆した際、同名義で女性向け一般文芸を出版することへ躊躇いを感じたことから、筆名を「友麻碧」（かっぱ=緑のUMA=みどりのゆうま=ゆうまみどり=友麻碧）へと変更したという経緯が「カクヨム・作家インタビュー企画」において明かされている。なお、友麻碧の筆名は、書き下ろし商業小説で使用したものだったが、オンライン投稿小説だった「俺たちの魔王はこれからだ。」の書籍版「メイデーア魔王転生記」の全編書き直しリメイク作「メイデーア転生物語」についても、かっぱ同盟ではなく友麻碧名義を使用している。

## 作品一覧

### かっぱ同盟 名義
- 僕の嫁の、物騒な嫁入り事情と大魔獣（イラスト：白井鋭利、アルファポリス刊、2013年6月 - 2014年12月、全5巻）
  - 【文庫版】僕の嫁の、物騒な嫁入り事情と大魔獣（イラスト：白井鋭利、アルファライト文庫刊、2016年1月 - 2016年6月、全5巻）
- メイデーア魔王転生記 -俺たちの魔王はこれからだ-（イラスト：るろお、富士見ファンタジア文庫刊、2014年7月 - 2014年9月、全2巻）

### 友麻碧 名義
- かくりよの宿飯[4]（表紙イラスト：Laruha、富士見L文庫刊、2015年4月 - 2022年3月、全12巻）
  - 【漫画版】かくりよの宿飯 あやかしお宿に嫁入りします。（作画：衣丘わこ、キャラクター原案：Laruha、B's-LOG COMICS刊、2016年11月 - 、既刊8巻）
- 十二因縁 縁〜神様君と願いの絵馬（原案・イラスト：ネヲ、KCG文庫刊、2015年10月、全1巻）※pixiv掲載イラスト『十二因縁』のノベライズ
- 浅草鬼嫁日記（表紙イラスト：あやとき、富士見L文庫刊、2016年11月 - 2022年11月、全11巻）
  - 【漫画版】浅草鬼嫁日記 あやかし夫婦は今世こそ幸せになりたい。（作画：藤丸豆ノ介、キャラクター原案：あやとき、B's-LOG COMICS刊、2018年8月 - 2021年7月、全6巻）
  - 【漫画版】浅草鬼嫁日記 天酒馨は前世の嫁と平穏に暮らしたい。（作画：鳴原千、キャラクター原案：あやとき、角川コミックス・エース刊、2019年3月 - 2019年10月、全2巻）
  - 【漫画版】浅草鬼嫁日記 あやかし夫婦は君の名前をまだ知らない。（作画：藤丸豆ノ介、キャラクター原案：あやとき、B's-LOG COMICS刊、2022年2月 - 2023年6月、全3巻）
- 鳥居の向こうは、知らない世界でした。（表紙イラスト：防人、幻冬舎文庫刊、2016年11月 - 2021年7月、全5巻）
  - 【漫画版】鳥居の向こうは、知らない世界でした。 癒しの薬園と仙人の師匠（作画：入江アズマ 、バーズコミックス スペシャル刊、2018年3月、全1巻）
  - 【漫画版】鳥居の向こうは、知らない世界でした。 邪魔者扱いされた少女は癒やしの国で薬師になる（作画：七瀬陽、KCx刊、2023年11月 - 、既刊3巻）
- メイデーア転生物語（表紙イラスト：雨壱絵穹、富士見L文庫刊、2019年10月 - 、既刊7巻）
  - 【漫画版】メイデーア転生物語 この世界で一番悪い魔女（作画：夏西七、キャラクターデザイン：雨壱絵穹、Gファンタジーコミックス刊、2020年8月 - 、既刊8巻）
- 水無月家の許嫁（表紙イラスト：花邑まい、講談社タイガ刊、2022年3月 - 、既刊3巻）
  - 【漫画版】水無月家の許嫁 十六歳の誕生日、本家の当主が迎えに来ました。（作画：水辺チカ、キャラクターデザイン：花邑まい、KCx刊、2022年11月 - 、既刊5巻）
- 傷モノの花嫁（表紙イラスト：榊空也、講談社タイガ刊、2023年10月 - 、既刊2巻）
  - 【漫画版】傷モノの花嫁 〜虐げられた私が、皇國の鬼神に見初められた理由〜（作画：藤丸豆ノ介、KCx刊、2023年10月 - 、既刊8巻）